# Zoological Journal of the Linnean Society
Zoological Journal of the Linnean Society is het zoölogische tijdschrift van de Linnean Society of London. Sinds 1969 verschijnt het tijdschrift onder deze naam, daarvoor verscheen het als Journal of the Linnean Society (Zoology). De redacteur is Peter Hayward. De uitgever van het tijdschrift is Wiley-Blackwell. 
In het tijdschrift verschijnen artikelen met betrekking tot systematische en evolutionaire zoölogie en vergelijkend, functioneel en ander onderzoek die relevant zijn voor deze vakgebieden. Zowel over uitgestorven als niet-uitgestorven dieren wordt gepubliceerd. Zowel onderzoeksartikelen, als overzichtsartikelen verschijnen in het tijdschrift. 
Auteurs van artikelen in het tijdschrift kunnen ervoor kiezen om hun artikelen open access te maken, waardoor deze toegankelijk zijn voor alle lezers. De auteurs betalen hiervoor een bedrag. 